# Cupania latifolia
Cupania latifolia är en kinesträdsväxtart som beskrevs av Carl Sigismund Kunth. Cupania latifolia ingår i släktet Cupania och familjen kinesträdsväxter. Inga underarter finns listade i Catalogue of Life.